# Holothuria tubulosa
L'oloturia o cetriolo di mare (Holothuria tubulosa (Gmelin, 1790)), per la somiglianza che presenta l'aspetto di questo animale con un cetriolo, è la specie più comune fra le oloturie mediterranee.

## Distribuzione e habitat
Mar Mediterraneo e Oceano Atlantico orientale. Vive su tutti i fondali ma predilige quelli detritici e le praterie di fanerogame. Si alimenta ingerendo enormi quantità di sabbia e fango dalle quali trae il nutrimento.

## Descrizione

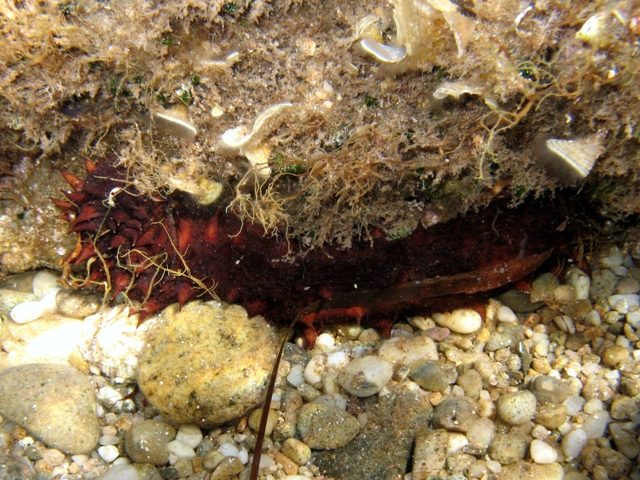
Esemplare di colore bruno-rossiccio

Mostra un corpo cilindrico allungato con varie protuberanze disposte irregolarmente più o meno sviluppate che terminano con una papilla. Può raggiungere i 30 cm di lunghezza. La colorazione dorsale è scura: bruna, o bruno-rossiccio o bruno-violaceo. La colorazione ventrale è molto più chiara: bruno chiaro o giallognola.
Questa specie non possiede i tubi di Cuvier, dei lunghi filamenti appiccicosi di colore bianco o roseo che vengono espulsi a scopo difensivo e che sono presenti in molte altre specie appartenenti a questa famiglia.
Famoso il caso di inquilinismo di alcuni piccoli pesci del genere Carapus, chiamati comunemente Galiotti. Questi si rifugiano all'interno dell'oloturia utilizzando il foro anale come porta d'accesso.
Quando si sentono in pericolo, emettono dall'ano parte dei visceri e dopo li ricreano. La rigenerazione dell'intestino espulso richiede alcuni mesi ma a volte sopraggiunge prima la morte.

## Galleria d'immagini

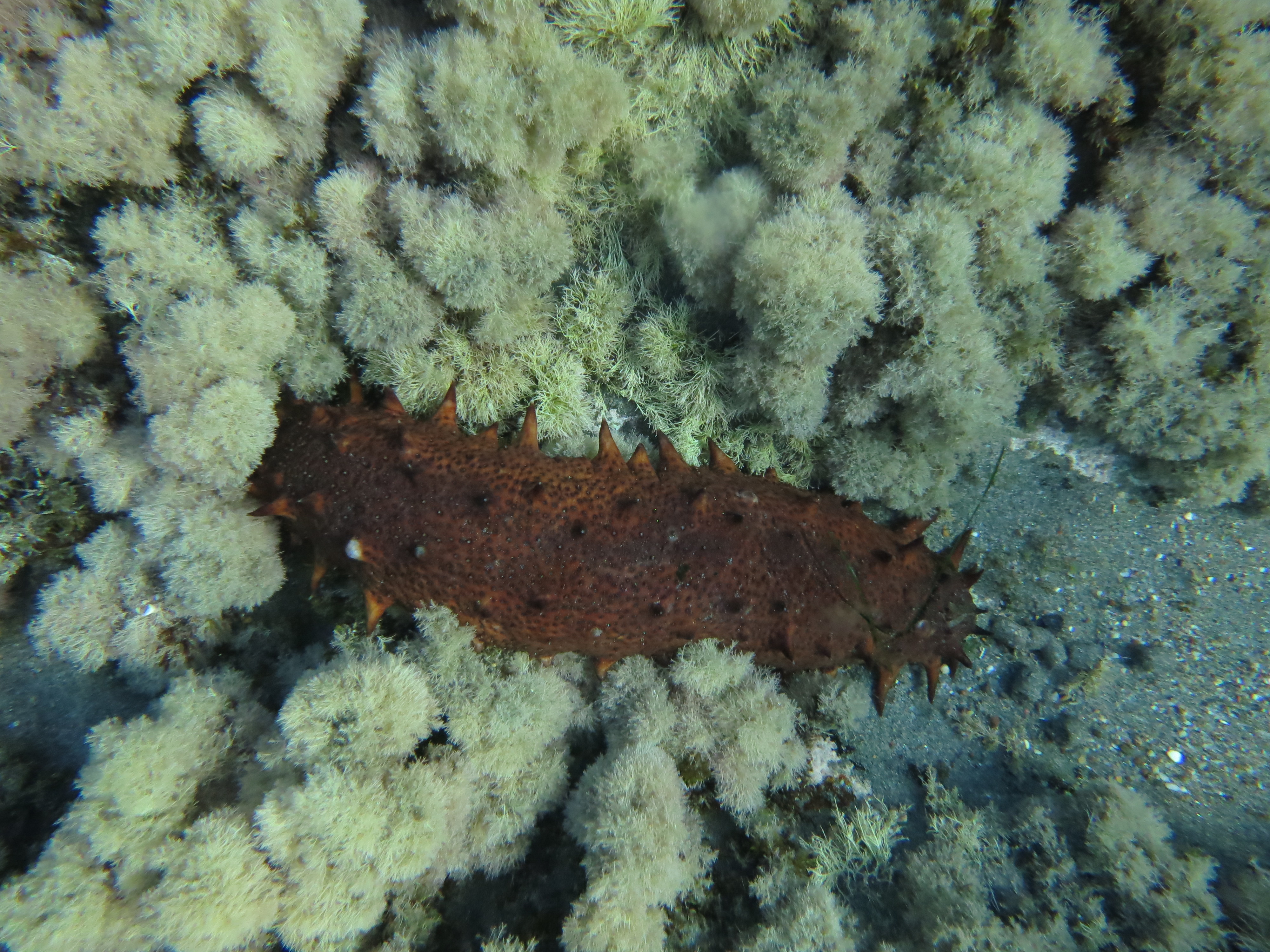
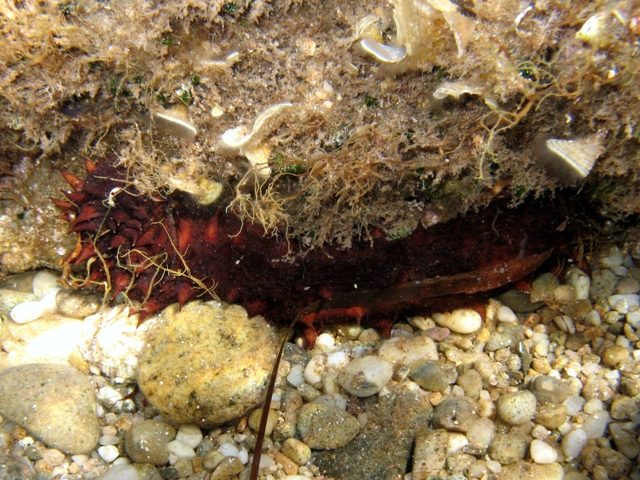
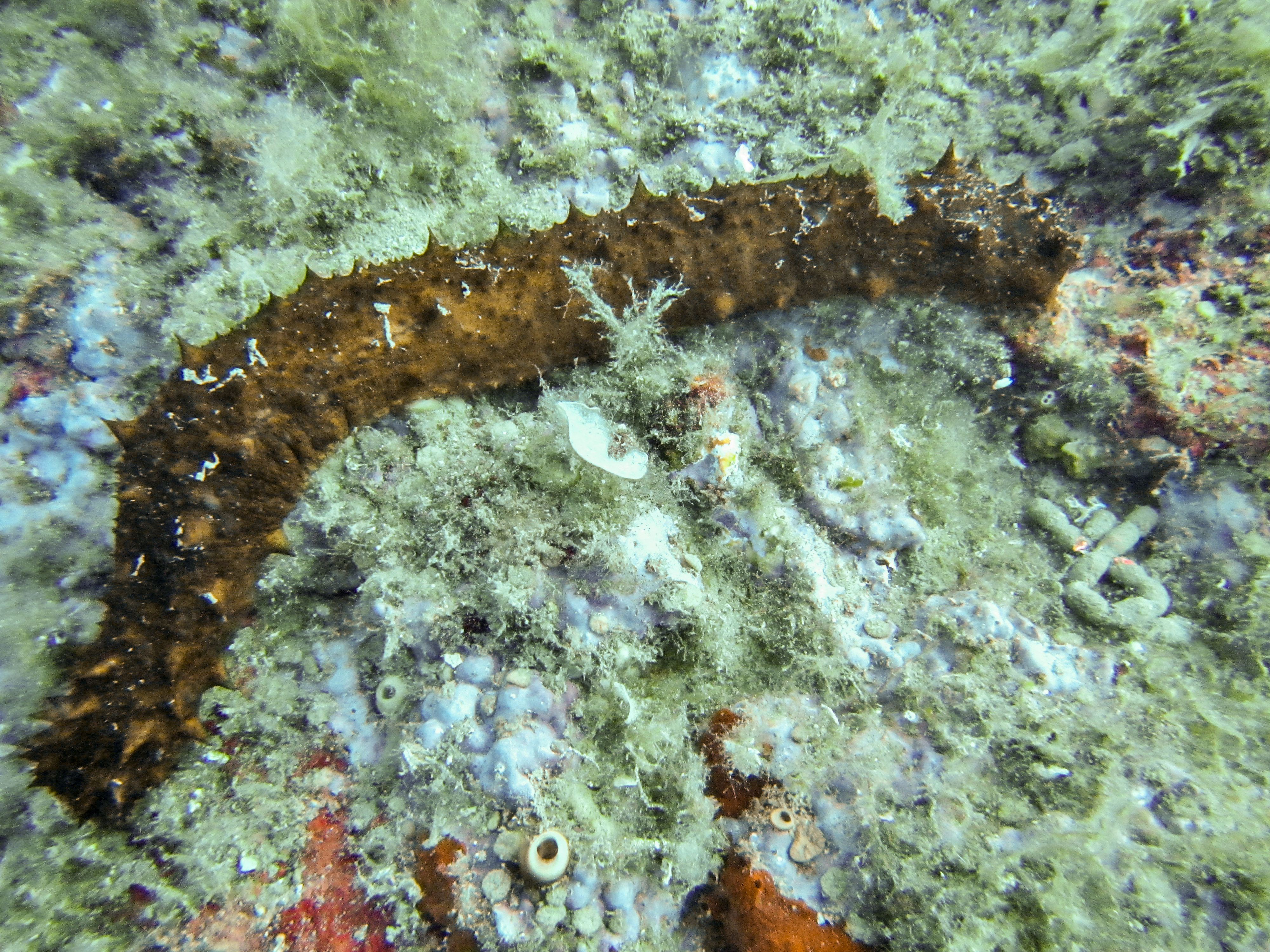
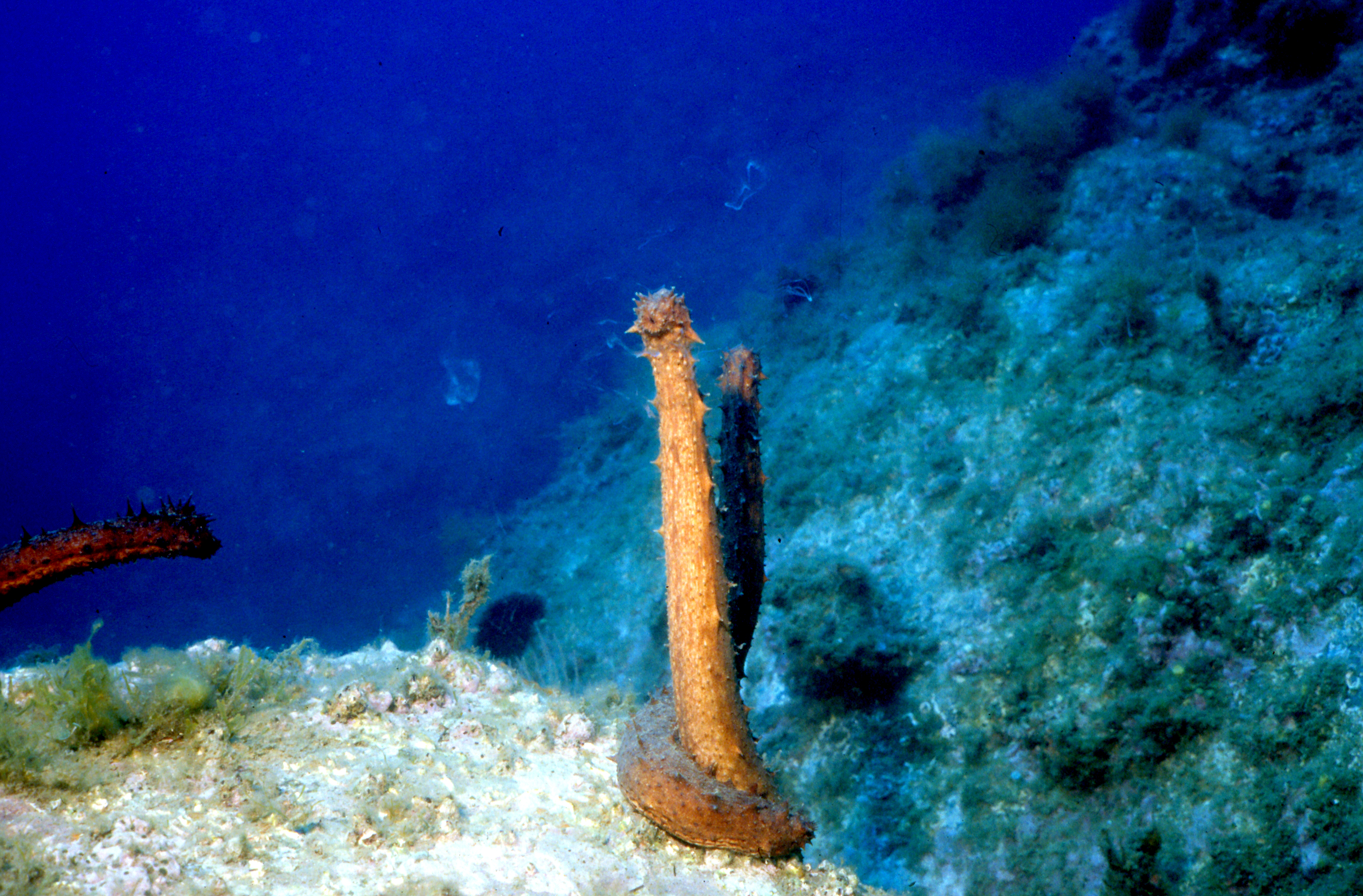

## Riproduzione
Riproduzione effettuata da giugno a ottobre. Compie migrazioni riproduttive in acque basse. Per la deposizione rimangono erette per due terzi, emettendo piccole nuvole di cellule germinali.

## Alimentazione
Si alimenta ingerendo enormi quantità di sabbia e fango dalle quali trae il nutrimento.

## Specie affini
Nel Mediterraneo vivono altre sei specie di Holothuria: Holothuria forskali, Holothuria helleri, Holothuria impatiens, Holothuria mammata, Holothuria poli, Holothuria sanctori.